# 霍拉迪冰原島峰
69°31′S 159°19′E / 69.517°S 159.317°E
霍拉迪冰原島峰（英語：Holladay Nunataks）是南極洲的冰原島峰，處於托米林冰川終點和吉萊特冰架之間，該島峰根據美國地質調查局的測量和美國海軍的空中照片被繪入地圖。